# Anisodes argyromyces
Anisodes argyromyces là một loài bướm đêm trong họ Geometridae.